# Peter Marshall (squash)
Pour les articles homonymes, voir Peter Marshall et Marshall.
Peter Marshall, né le 12 mai 1971 à Nottingham, est un joueur professionnel de squash représentant l'Angleterre. Il atteint la deuxième place mondiale en novembre 1994, son meilleur classement.
Avec son jeu unique à deux mains, Peter Marshall est finaliste des championnats du monde 1994 et du British Open 1995 face à la légende pakistanaise Jansher Khan. Quand il atteint la 2e place mondiale en novembre 1994 derrière Jansher Khan, beaucoup d'observateurs le voient capable de détroner le Pakistanais mais en 1995, il est atteint d'une mononucléose infectieuse qui l'empêche d'évoluer au plus haut niveau pendant deux ans.
Peter Marshall revient sur le circuit professionnel en 1997, retrouvant sa place dans l'équipe d'Angleterre qui remporte le titre de championne du monde par équipes en Malaisie. Il revient dans le top 10 en 1999, et gagne son troisième titre de champion britannique en février 2000.

## Biographie
Peter Marshall gagne le titre de champion d'Angleterre chez les jeunes dans toutes les catégories d'âge (moins 12, moins 14, moins 16 et moins 19). Il devient no 1 anglais en novembre 1991 et le reste durant les quatre années suivantes.
En 1989, Peter Marshall gagne le British Open en moins de 19 ans. L'année suivante, il devient champion du monde des moins de 23 ans. Sa première année pleine de compétition internationale est 1991 mais c'est lors de la saison 1994-1995 qu'il démontre son vrai potentiel. Il est finaliste dans 5 tournois PSA Super Series dont le British Open 1995.
Après son retrait du circuit professionnel, il écrit en 2001 une autobiographie sur sa bataille contre le syndrome de fatigue chronique intitulée Shattered: A Champion's Fight Against a Mystery Illness
En mai 2015, il reçoit un Life Achievement Award aux World Squash Awards pour son engagement et son soutien au squash.

## Palmarès

### Titres
- Motor City Open : 1999
- Championnats britanniques : 3 titres (1992, 1994, 2000)
- Championnats du monde par équipes : 1997
- Championnats d'Europe par équipes : 3 titres  (1990, 1991, 2000)
- Championnats d'Europe junior : 1989

### Finales
- Championnats du monde : 1994
- British Open : 1995

## Ouvrages
- (en) Peter Marshall, Shattered: A Champion's Fight Against a Mystery Illness, Mainstream Publishing, 2001, 208 p. (ISBN 978-1840183955)